# Giovan Paolo Cardone
Pour les articles homonymes, voir Cardone.
Giovan Paolo Cardone  ou encore Giovanni Paolo Cardone (L'Aquila, documenté de 1569 à 1586)  est un peintre italien de la Renaissance. 
Il est considéré par la critique comme le principal peintre actif dans les Abruzzes au cours de la seconde moitié du Cinquecento où il a peint selon les concepts de la Contre-Réforme.  Il occupa la scène artistique à L'Aquila après le départ pour Rome de son maître, Pompeo Cesura, et de son meilleur élève Giuseppe Valeriano.

## Biographie
Giovan Paolo Cardone  est né à L'Aquila à une date inconnue. Il existe peu de documents concernant sa biographie qui atteste néanmoins de sa formation dans l'art de la peinture à L'Aquila, auprès de Pompeo Cesura, un artiste qui a apporté la maniérisme à L'Aquila. 
Un premier témoignage de son activité est constitué par certaines parties du Christ en Gloire parmi des Saints en l'église San Luigi Gonzaga à L'Aquila, peinture réalisée par Pompeo Cesura peu avant son départ pour Rome.
La première information certaine date de 1569, quand la commune de L'Aquila lui confie la décoration des arcs de triomphe pour l'arrivée de Marguerite d'Autriche, nommée gouvernatrice de la ville.
Après la mort de Pompeo Cesura en 1571 et le départ de Giuseppe Valeriano pour l'Espagne, Giovan Paolo Cardone assura la continuité de l'atelier et resta fidèle au canons de son maître tout en adoucissant les dynamiques figures et se rapprochant du langage de la Contre-Réforme.

## Œuvres
- San Michele Arcangelo, église San Francesco di Paola, L'Aquila ;
- La Natività di Gesù, (seconde moitié du XVIe siècle), église Santa Giusta, L'Aquila ;
- La Vergine del Rosario, (1580), église Santa Maria Del Colle, Pescocostanzo ;
- La Vergine del Rosario, (1583), Fossa,
- L’Adorazione dei pastori, église Beata Atonia, L'Aquila ;
- L’Ultima Cena, église Beata Atonia
- Adorazione dei magi, église Santa Giusta, L'Aquila ;

Museo Nazionale d'Abruzzo, L'Aquila
- Gonfalon de L'Aquila, 1579,
- L'Annunciazione, provenant de l'église Santa Maria del Soccorso,
- L’Angelo annunziante, moitié du XVIe siècle, provenant de l'eglise San Silvestro, L’Aquila,
- La Resurrezione, provenantde l'église San Pietro di Coppito, L’Aquila,
- La Madonna in trono con il Bambino, San Giuseppe, San Francesco d’Assisi et San Giovanni, provenant de l'église San Giacomo, Gignano,
- Tobiolo e l’Angelo,